# Superficie incompressibile
In geometria, e più precisamente in topologia, una superficie incompressibile è una superficie contenuta in una 3-varietà che non può essere "compressa" ad una superficie di genere minore. Questa proprietà può essere espressa efficacemente usando il gruppo fondamentale.
Le superfici incompressibili sono importanti nello studio di una 3-varietà. Una 3-varietà irriducibile contenente una superficie incompressibile è detta di Haken: le varietà di Haken soddisfano molte proprietà.
Benché il termine corretto in italiano sia incomprimibile, è invalso l'uso di incompressibile come traduzione del termine inglese incompressible surface.

## Definizione

### Compressione

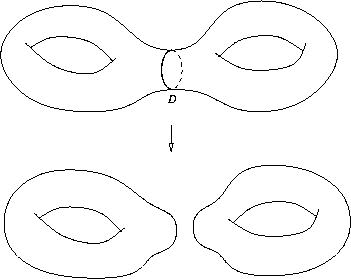
Compressione di una superficie lungo un disco. In questo caso, la superficie risultante ha due componenti connesse, entrambe con genere minore della precedente.

Sia {\displaystyle M} una 3-varietà e {\displaystyle S} una superficie bilatera connessa {\displaystyle S} compatta, con o senza bordo, propriamente contenuta in {\displaystyle M}. Vale quindi
{\displaystyle \partial S=S\cap \partial M.}
Un disco di compressione per {\displaystyle S} è un disco {\displaystyle D} contenuto in {\displaystyle M} con 
{\displaystyle D\cap S=\partial D}
tale che {\displaystyle \partial D} è una curva semplice chiusa disgiunta da {\displaystyle \partial S}, che non borda un disco in {\displaystyle S}.
L'operazione di compressione consiste nel rimuovere da {\displaystyle S} un anello intorno alla curva {\displaystyle \partial D}, e sostituirlo con due copie del disco {\displaystyle D}. Il risultato è una nuova superficie {\displaystyle S'} più semplice di {\displaystyle S}: può avere una o due componenti connesse, ciascuna delle quali ha genere minore di {\displaystyle S}.
Le varietà {\displaystyle M}, {\displaystyle S} e {\displaystyle D} sono tutte supposte differenziabili, in modo da garantire l'esistenza di un intorno tubolare. La superficie {\displaystyle S} è certamente bilatera se {\displaystyle M} e {\displaystyle S} sono entrambe orientabili.

### Superficie incompressibile
Una superficie {\displaystyle S} come sopra e con caratteristica di Eulero {\displaystyle \chi (S)\leq 0} è incompressibile se vale una delle seguenti richieste equivalenti:
- Non esistono dischi di compressione per {\displaystyle S}.
- L'omomorfismo
{\displaystyle i_{*}:\pi _{1}(S,x_{0})\to \pi _{1}(M,x_{0})}
indotto dalla funzione {\displaystyle i:S\to M} è iniettivo per qualsiasi punto base {\displaystyle x_{0}} in {\displaystyle S}.

Come accade spesso in topologia algebrica, la prima definizione è generalmente più utile dal punto di vista geometrico, mentre la seconda, più algebrica, risulta più facile da dimostrare (o confutare). L'equivalenza fra le due definizioni è garantita dal lemma di Dehn. 
La richiesta che {\displaystyle S} abbia caratteristica di Eulero non positiva equivale a chiedere che non sia una sfera, un disco o un piano proiettivo; equivale cioè a chiedere che il suo gruppo fondamentale abbia cardinalità infinita. Queste tre superfici non possono in nessun caso avere dischi di compressione, e per questo vengono esclusi dalla definizione.

## Esempi

### Nello spazio
Lo spazio euclideo {\displaystyle \mathbb {R} ^{3}} è semplicemente connesso. Quindi per ogni superficie {\displaystyle S} l'omomorfismo 
{\displaystyle i_{*}:\pi _{1}(S,x_{0})\to \pi _{1}(\mathbb {R} ^{3},x_{0})}
è banale. Quindi può essere iniettivo solo se {\displaystyle S} è semplicemente connessa: non esistono quindi superfici incompressibili nello spazio. 
Dall'equivalenza delle due definizioni, segue il fatto non banale che ogni superficie chiusa di genere positivo nello spazio {\displaystyle \mathbb {R} ^{3}} ha un disco di compressione.

### Spazi lenticolari
Quanto appena espresso si applica quindi anche ad una 3-varietà {\displaystyle M} con gruppo fondamentale finito, poiché non può esserci una mappa iniettiva {\displaystyle i_{*}} da un insieme infinito {\displaystyle \pi _{1}(S,x_{0})} ad uno finito. In particolare, non esistono quindi superfici incompressibili nella sfera {\displaystyle S^{3}} (che è semplicemente connessa) e in nessuno spazio lenticolare {\displaystyle L(p,q)} (che ha gruppo fondamentale ciclico finito).

### Prodotti
Sia {\displaystyle S} una superficie compatta (con o senza bordo) avente {\displaystyle \chi (S)\leqslant 0}. Il prodotto {\displaystyle S\times S^{1}} è una 3-varietà, contenente la superficie {\displaystyle S\times \{1\}}. Quest'ultima è incompressibile: infatti 
{\displaystyle \pi _{1}(S\times S^{1})\cong \pi _{1}(S)\times \pi _{1}(S^{1})\cong \pi _{1}(S)\times \mathbb {Z} }
e l'omomorfismo {\displaystyle i_{*}} è del tipo
{\displaystyle i_{*}(a)=(a,0)}
e quindi è iniettivo. In particolare, il 3-toro {\displaystyle S^{1}\times S^{1}\times S^{1}} contiene molti tori incompressibili.